# Marvin Friedrich
Marvin Friedrich (* 13. Dezember 1995 in Kassel) ist ein deutscher Fußballspieler.

## Vereinskarriere

### Anfänge
Friedrich war von 2002 bis 2008 war für den FSC Guxhagen im Einsatz. Nach sechs Jahren zog er weiter zum OSC Vellmar. Dort spielte er zwei Jahre und ging danach in die Jugendabteilung des SC Paderborn 07.
2011 wechselte Friedrich in das Nachwuchsleistungszentrum des FC Schalke 04. Bei der Schalker U-17 spielte er auf verschiedenen Positionen innerhalb der Viererkette. In den folgenden zwei Jahren in der U19 kam er sowohl in der Defensive als auch als Torvorbereiter zum Einsatz, und auch in der UEFA Youth League gehörte er zum Stammpersonal. Er unterschrieb im März 2014 einen bis zum 30. Juni 2017 laufenden Vertrag als Profi. Nachdem er bereits am 23. August 2014 in der Fußball-Regionalliga West in der 2. Mannschaft der Schalker eingesetzt wurde, gab er am 13. September 2014, dem 3. Spieltag der Saison 2014/15, sein Pflichtspieldebüt in der Bundesliga, als er im Spiel bei Borussia Mönchengladbach in der 70. Minute für Dennis Aogo eingewechselt wurde. Am 10. Dezember 2014 spielte er erstmals in der Champions League im Spiel gegen NK Maribor; er wurde kurz vor Spielende für Klaas-Jan Huntelaar eingewechselt. Am 19. April 2015, dem 29. Spieltag der Fußball-Bundesliga, stand er im Auswärtsspiel gegen den VfL Wolfsburg erstmals in der Startelf. Am 12. Juni 2015 verlängerte er seine Vertragslaufzeit bis zum 30. Juni 2018. In der Hinrunde der Saison 2015/16 spielte er für die zweite Mannschaft der Schalker, allerdings absolvierte er am 10. Dezember 2015 beim 4:0-Sieg gegen Asteras Tripolis sein Debüt in der UEFA Europa League.

### FC Augsburg
Zur Saison 2016/17 wechselte Friedrich zum FC Augsburg. Sein Vertrag lief bis 2019. Dort kam er in seinem ersten Jahr allerdings nicht in der ersten Mannschaft, sondern 13 Mal in der zweiten Mannschaft in der viertklassigen Regionalliga Bayern zum Einsatz. Auch in der Saison 2017/18 kam Friedrich ausschließlich in der zweiten Mannschaft zum Einsatz, für die er bis Dezember 2017 13 Mal auflief.

### 1. FC Union Berlin
Am 27. Januar 2018 wechselte Friedrich in die 2. Bundesliga zum 1. FC Union Berlin, bei dem er einen Vertrag bis zum 30. Juni 2021 erhielt. Bis zum Ende der Saison 2017/18 kam er in 12 Zweitligaspielen (11-mal von Beginn) zum Einsatz und erzielte ein Tor. In der Saison 2018/19 war Friedrich unter Urs Fischer unumstrittener Stammspieler und absolvierte alle 34 Ligaspiele in der Startelf. Auch in der Relegation zur Bundesliga gegen den VfB Stuttgart kam er jeweils 90 Minuten zum Einsatz. Beim 2:2 im Auswärtsspiel erzielte Friedrich ein wichtiges Auswärtstor, sodass Union Berlin nach einem 0:0 im Rückspiel erstmals in die Bundesliga aufstieg.
Vor der Saison 2019/20 zog der FC Augsburg im Mai 2019 eine Rückkaufoption, sodass die Transferrechte an Friedrich wieder auf den Verein übergingen. Er betonte daraufhin, bei Union Berlin bleiben zu wollen. Auch Union Berlin wollte ihn behalten. Anfang Juli stieg Friedrich nicht beim Trainingsauftakt des FC Augsburg ein und wenige Tage später einigten sich beide Vereine auf einen endgültigen Transfer von Friedrich.
In der Saison 2019/20 stand Friedrich bei 31 von insgesamt 34 Spielen in der Startelf und erzielte dabei zwei Tore. Bei der darauffolgenden Saison 2020/21 verpasste Friedrich kein Spiel und es gelangen ihm fünf Treffer. Schlechter lief dagegen die Saison 2021/22 bis zum Wechsel zu Borussia Mönchengladbach: aufgrund einer Gelb-Roten-Karte sowie aus gesundheitlichen Gründen fehlte Friedrich bei fünf Spielen. An den übrigen 13 Spieltagen traf er das gegnerische Tor nicht.

### Borussia Mönchengladbach

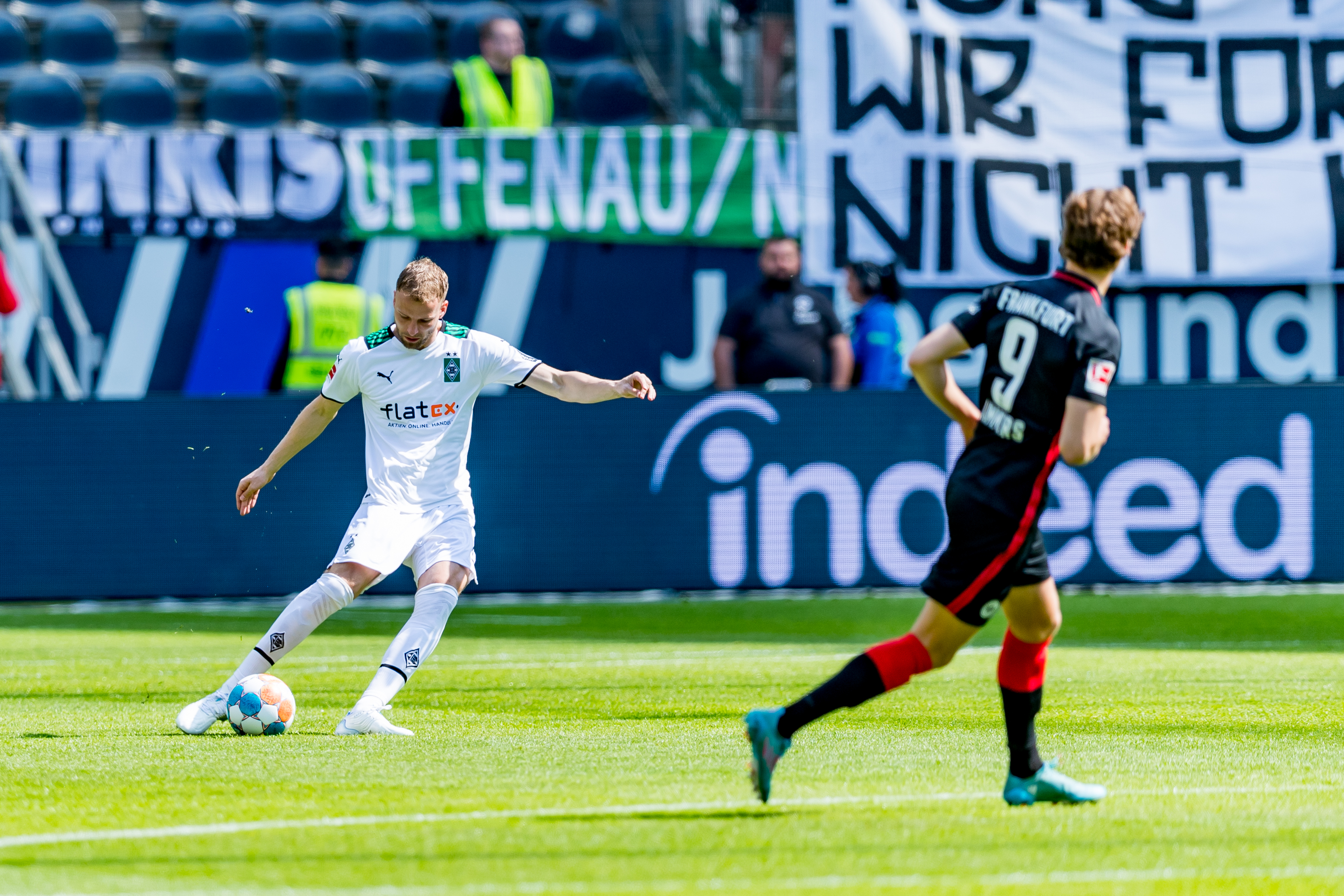
Marvin Friedrich (links) im Mai 2022 gegen Eintracht Frankfurt, rechts im Bild Sam Lammers

Im Januar 2022 wechselte Friedrich vor dem 19. Spieltag der Saison 2021/22 zum Ligakonkurrenten Borussia Mönchengladbach. Er unterschrieb einen Vertrag bis zum 30. Juni 2026.

## Nationalmannschaft
Friedrich machte sein erstes Spiel für die deutsche U-19-Nationalmannschaft am 16. April 2014 bei einem 5:2-Sieg gegen die belgische Auswahl. Er wurde in der 60. Minute für Anthony Syhre eingewechselt und erzielte sechs Minuten später sein erstes Tor für die Jugendmannschaft. Friedrich stand im Kader für die U-19-Fußball-Europameisterschaft 2014 in Ungarn und kam zu zwei Kurzeinsätzen. Nach einem 1:0-Sieg gegen Portugal wurde er Europameister.

## Erfolge
Verein
- Aufstieg in die Bundesliga: 2019 (mit dem 1. FC Union Berlin)
- Westdeutscher Meister U19: 2014 (mit dem FC Schalke 04)
- Westfalenpokalsieger: 2014 (mit dem FC Schalke 04)
- DFB-Junioren-Vereinspokal-Finalist: 2014 (mit dem FC Schalke 04)

Nationalmannschaft
- U-19-Europameister: 2014

## Persönliches
Seine Schwester Melissa (* 1997) spielte mit der deutschen U-17-Nationalmannschaft die U-17-Fußball-Weltmeisterschaft der Frauen 2014 in Costa Rica und spielt Vereinsfußball für Bayer 04 Leverkusen. Sein Bruder Steffen (* 1994) spielte in der Jugend für den SC Paderborn 07 und danach bis 2017 für den Regionalligisten KSV Hessen Kassel.